# Tour de France (sång)
"Tour de France" är en låt som gruppen Kraftwerk spelade in i mer än 15 versioner och remixar. Texten skrevs av Karl Bartos och Ralf Hütter och musiken av Florian Schneider och Ralf Hütter och den gavs ut på både franska och tyska i formaten singel och maxisingel på vinyl och som kassettsingel 1983. Låten är en hyllning till det franska cykelloppet Tour de France. Delar av melodin är hämtad från ett fragment ur öppningssekvensen i Paul Hindemiths "Sonate für Flöte und Klavier" ("Heiter Bewegt") från 1936.

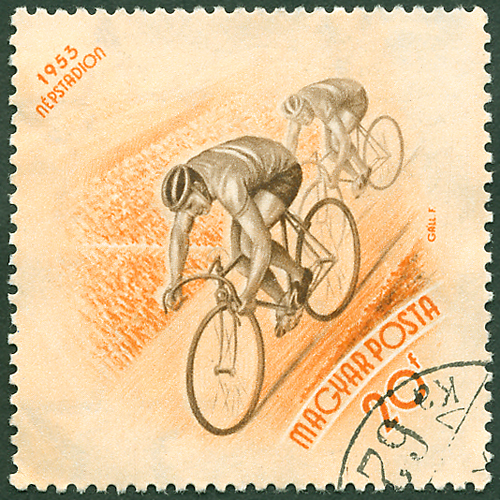
Det ungerska frimärke från 1953 som fungerat som förlaga för Emil Schults skivomslag.

Omslaget går i franska flaggans färger med fyra tävlingscyklister i svart mot vit bakgrund. De fyra cyklisterna är porträttlika med de fyra medlemmarna i bandet; Hütter, Bartos, Flür och längst bak Schneider. Skivomslaget är skapat av konstnären Emil Schult och han har utgått ifrån ett ungerskt frimärke från 1953. Denna omslagsidé hade redan förekommit på vissa promotionförslag som läckte ut kring utgivningen av albumet Technopop 1983, en skiva som dock aldrig gavs ut i denna form.

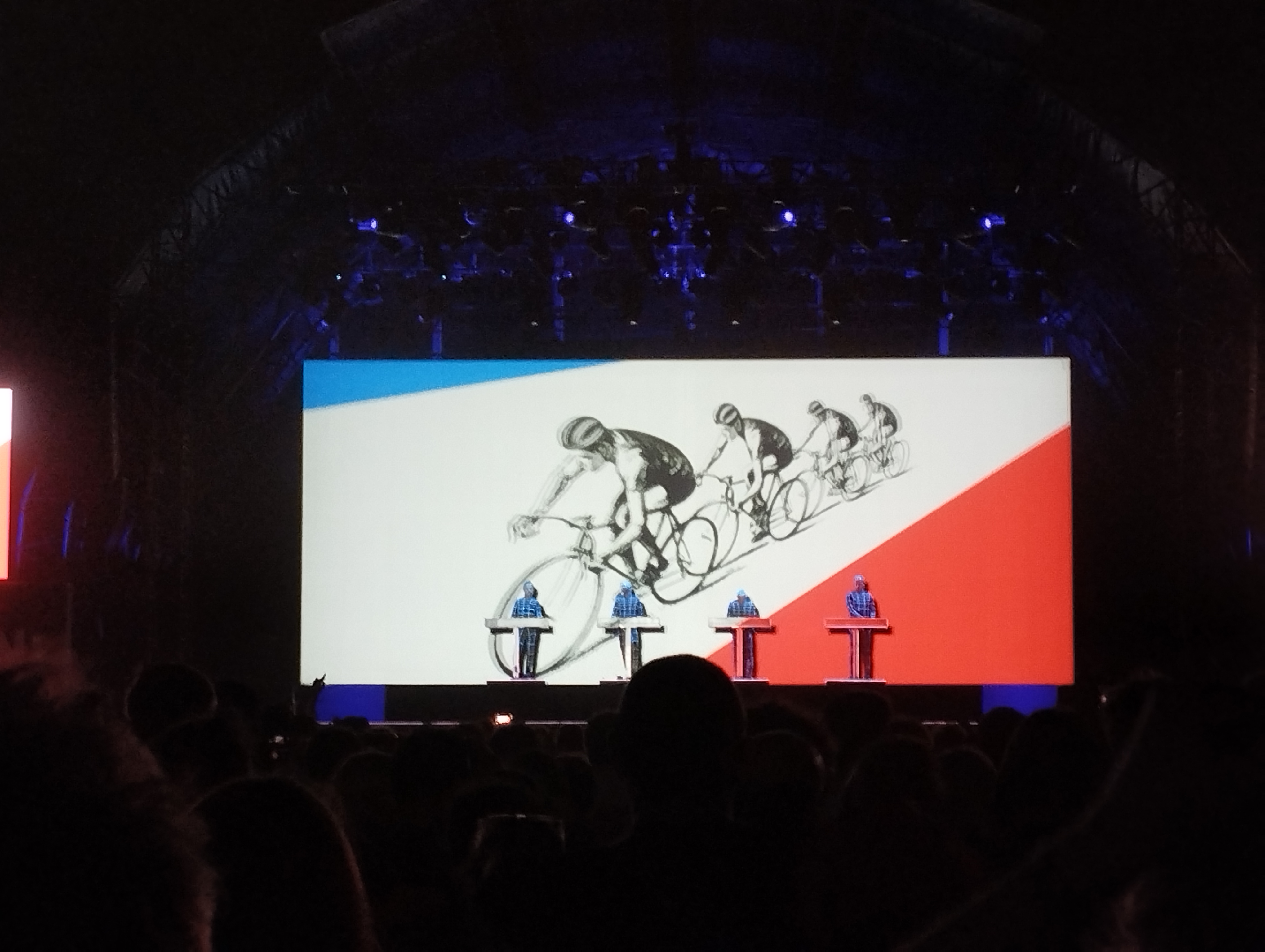
Estetiken från skivomslaget som det presenterades på gruppens konserten 2022.

Tour de France Remix gavs ut bara några månader senare, i slutet av 1983-början av 1984, och innehåller versioner och remixar av den franske musikern och DJ:n François Kevorkian. Omslaget är i det närmaste identiskt med den tidigare skivan. En version av låten förekom i breakdance-filmen Breakdance the Movie vilket det också står på vissa skivomslag.
1999 gavs Tour de France ut på CD och då som CD-singel med tre låtar och en video. På denna CD förekom förutom en analogt inspelad version och en av Kevorikians remixar ännu en ny version som var en digitalt nyinspelad version av låten. En sak som hade förändrats i och med denna CD-utgåva var att de två cyklisterna i mitten på skivomlaget inte längre hade porträttlika ansikten av Bartos och Flür utan två mer anonyma ansikten. Bartos och Flür hade lämnat bandet många år tidigare.
Tjugo år efter att Kraftwerk släppte singeln Tour de France kom ett helt album på samma tema; nämligen Tour de France Soundtracks och i en intervju för Chicago Sun-Times den 24 augusti 2003 sa Ralf Hütter:
| ” | Twenty years ago, in 1983, my friend Florian Schneider and me, we had the whole script for the album. The concept was there, and we started working on it. We ended up finishing the single, and then we went into other projects. | „ |